# BMX-Rennsport-Weltmeisterschaften/Zeitfahren der Männer
Das Zeitfahren der Männer war ein Wettbewerb bei den BMX-Rennsport-Weltmeisterschaften. Es wurde mit 20-Zoll-Rädern ausgetragen.
Das Zeitfahren war erstmals 2010 bei den Weltmeisterschaften eingeführt worden, allerdings noch nicht als eigenständiger Wettkampf, sondern als Qualifikation für den Hauptwettbewerb, das BMX-Rennen, um dessen Länge zu verkürzen. Ab 2011 kamen die besten 16 Fahrer dieser Qualifikation in ein so genanntes Superfinale, in der ein Zeitfahr-Weltmeister ermittelt wurde; dieser erhielt eine spezielle Version des Regenbogentrikots. Ab 2013 gab es stärkere Zugangsbeschränkungen zur WM. Das Zeitfahren diente nun zur Ermittlung der Setzliste für das BMX-Rennen und als Qualifikation zum Zeitfahr-Superfinale. Nach 2016 wurde das Zeitfahren gänzlich abgeschafft.

## Palmarès
| Jahr | Austragungsort | Gold                | Silber           | Bronze           |
| ---- | -------------- | ------------------- | ---------------- | ---------------- |
| 2011 | Kopenhagen     | André Fosså Aguiluz | Jelle van Gorkom | Brian Kirkham    |
| 2012 | Birmingham     | Connor Fields       | Liam Phillips    | Sylvain André    |
| 2013 | Auckland       | Connor Fields       | Joris Daudet     | Sylvain André    |
| 2014 | Rotterdam      | Sam Willoughby      | Corben Sharrah   | Joris Daudet     |
| 2015 | Heusden-Zolder | Joris Daudet        | Niek Kimmann     | Connor Fields    |
| 2016 | Medellín       | Niek Kimmann        | Sam Willoughby   | Māris Štrombergs |

## Medaillenspiegel
| Platz  | Land               | Gold | Silber | Bronze | Gesamt |
| ------ | ------------------ | ---- | ------ | ------ | ------ |
| 1      | Vereinigte Staaten | 2    | 1      | 1      | 4      |
| 2      | Niederlande        | 1    | 2      | 0      | 3      |
| 3      | Frankreich         | 1    | 1      | 3      | 5      |
| 4      | Australien         | 1    | 1      | 1      | 3      |
| 5      | Norwegen           | 1    | 0      | 0      | 1      |
| 6      | Großbritannien     | 0    | 1      | 0      | 1      |
| 7      | Lettland           | 0    | 0      | 1      | 1      |
| Gesamt | Gesamt             | 6    | 6      | 6      | 18     |